# Martin Esslin
Martin Julius Esslin, nato Julius Pereszlényi (Budapest, 6 giugno 1918 – Londra, 24 febbraio 2002), è stato uno scrittore, traduttore e giornalista ungherese naturalizzato britannico.

## Biografia
Nato a Budapest, si trasferì da bambino con la famiglia a Vienna. Nella capitale austriaca si iscrisse all'università, dove studiò lingua inglese e filosofia.
Di origine ebraica, si allontanò dal Paese nel 1938 a seguito dell'Anschluss tedesco-austriaca.
Nel 1940 venne assunto dalla BBC dove si occupò di drammaturgia e critica teatrale, coniando e definendo il Teatro dell'assurdo.
Affetto dalla malattia di Parkinson, morì a Londra nel 2002.